# Edo-Moji
Edo-Moji (jap. 江戸文字, dt. „Edo-Buchstaben“) sind japanische Schriftstile, die zu Werbezwecken während der Edo-Zeit (1603 bis 1868) erfunden wurden.
Die Hauptstile sind:
| Name                                                 | Beschreibung | Beispiel |
| ---------------------------------------------------- | --- | -------- |
| Kantei-ryū (勘亭流, „Kantei-Stil“)                   | Dieser Stil wurde in der Werbung und in Programmheften für Kunst wie das Kabuki und Rakugo verwendet. Entwickelt wurde er von Okazakiya Kanroku (岡崎屋 勘六; 1746‐1805), dessen Künstlername Kantei (勘亭) war. |          |
| Chōchin-moji (提灯文字, „Papierlaternen-Buchstaben“) | Dieser Stil wurde auf Papierlaternen (chōchin) verwendet, wie sie z. B. bei Yakitori-Ständen zu finden sind. |          |
| Yose-moji (寄席文字, „Yose-Buchstaben“)              | Yose beschreibt eine Art japanisches Varietétheater. Dieser Stil, eine Kombination aus Kantei-ryū und Chōchin-moji, wurde für Handzettel und Votivaufkleber (senja fuda) verwendet.                              |          |
| Kago-moji (篭文字, „Käfigbuchstaben“)                | Die Buchstaben besitzen eine dicke, quadratische Form. Der Stil wurde gewöhnlich in invertierter Form oder als Umrisslinien verwendet.                                                                           |          |
| Hige-moji (髭文字, „Schnurrhaarbuchstaben“)          | Die Buchstaben besitzen kleine „Schnurrhaare“. Dieser Stil wurde auf Kakigōri- (Eis), Ramune- (Soft Drink) und üblicherweise Sake-Schildern verwendet.                                                           |          |
| Sumō-moji (相撲文字, „Sumō-Buchstaben“)              | Dieser Stil wurde in der Werbung und in Programmheften für Sumō verwendet. |          |
| Kakuji (角字, „kantige Zeichen“)                     | Dieser sehr dicke, rechteckige Stil wurde bei Siegeln verwendet. |          |